# 天仓增一
鯨魚座43，又名BD-01 179，HD 8335、SAO 129262、HR 393，是鯨魚座的一颗恒星，视星等为6.49，位于銀經139.87，銀緯-62.29，其B1900.0坐标为赤經1h 17m 27.8s，赤緯-0° -62.29′ 21″。